# Ginglymostoma unami
il Ginglymostoma unami, volgarmente chiamato in inglese pacific nurse shark (squalo nutrice del pacifico) è un pesce d'acqua salata appartenente alla famiglia ginglymostomatidae. il suo nome, unami, deriva dall'acronimo UNAM (Universidad Nacional Autónoma de México).

## Distribuzione e Habitat
il g.unami vive nelle acque tropicali nell'est del Pacifico, dal Messico al Perù. è una specie che abita nei pressi del fondale.

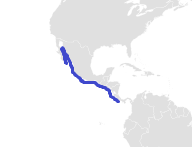

## Descrizione
il g.unami si può riconoscere dall'altra specie del suo genere, ginglymostoma cirratum, grazie ad alcuni elementi distintivi:
- la distanza tra la seconda pinna dorsale e la pinna caudale sono minori che in g.cirratum;
- la posizione dell'inserzione della prima pinna dorsale rispetto alle pinne pelviche è differente;
- la morfologia dei dentelli dermici è differente;
- la forma dei denti è differente. g.unami ha denti piccoli provvisti di 1 cuspide centrale e 4 o più laterali.

Il suo aspetto è in generale quello tipico dei membri della sua famiglia. Possiede una bocca piccola e posta sotto il corpo. Ha grandi pinne pettorali e le pinne dorsali sono arretrate e ravvicinate tra loro. Possiede occhi piccoli e due barbigli posti nelle vicinanze della bocca.

## Biologia
g.unami viene attaccato da parassiti cestodi, tra i quali Pedibothrium brevispine LINTON, 1909 e Pedibothrium manteri CAIRA, 1992.

## Tassonomia
Un tempo si pensava che esistesse una sola specie appartenente al genere ginglymostoma, ovvero g.cirratum. Esso era considerato una specie presente sia nell'oceano Atlantico sia nell'oceano Pacifico. Nel 2015, in seguito a ricerche svolte da ricercatori dell'Università nazionale autonoma del Messico, dell'Universidad del mar in Messico e dell'Università della Costa Rica,  si capì che gli esemplari presenti nel Pacifico appartengono a una specie distinta, g.unami, e che g.cirratum vive solamente nell'Atlantico.